# Mica
Pour les articles homonymes, voir Mica (homonymie).
Les micas sont une famille de minéraux, du groupe des silicates, sous-groupe des phyllosilicates, formés principalement de silicate d'aluminium et de potassium. Avec le quartz et le feldspath, les micas sont l'un des constituants du granite.

## Étymologie
Le mot mica vient du latin micare signifiant briller, scintiller. Une autre étymologie propose « miette » parce que ce minéral est friable. Son usage comme substitut à la poudre d'or l'a fait appeler « or de chat ».

## Observation
Le mica est un minéral en feuillets faciles à séparer les uns des autres. S'il est assez grand, la pointe d'un couteau ou d'une aiguille se glisse dans le plan de clivage du minéral et permet de dissocier ces feuillets à la surface brillante. Les cristaux sont vus soit perpendiculairement au plan de clivage, apparaissant comme de grandes paillettes brillantes translucides aux contours hexagonaux, soit parallèlement à ce plan, apparaissant comme des empilements de feuillets.

## Types
Les micas sont caractérisés par leur structure feuilletée (phyllosilicates) — donnant le plus souvent forme à des paillettes —, leur éclat métallique et leur grande résistance à la chaleur.
Ils sont classés en deux séries :
- les micas blancs dioctaédriques X+Y3+2[AlSi3O10(OH,F)2]7− sont des silicates riches en aluminium et en potassium. Le mica blanc le plus fréquent est la muscovite K+Al3+2[AlSi3O10(OH,F)2]7− (minéral incolore, brun à reflets doré lorsqu'il est altéré) ;
- les micas noirs trioctaédriques X+Y2+3[Al1+xSi3-xO10(OH)2]7− sont des silicates contenant surtout du magnésium avec du potassium et du fer. De couleur brun à noir, les micas noirs font partie des principaux composants des granites, des gneiss et des micaschistes. Leur altération les transforme en chlorites. Le mica noir le plus fréquent est la biotite K+(Mg,Fe,Ti)2+3[Al1+xSi3-xO10(OH)2]7− (minéral noir, brun à reflets bronzés).

Les deux types se trouvent dans les roches éruptives et métamorphiques. Ils sont détritiques lorsqu'on les trouve dans les roches sédimentaires.

## Cristallochimie
Les micas forment un groupe de minéraux isostructuraux, le groupe du mica, comprenant le sous-groupe de la muscovite.
| Minéral                | Formule                           | Groupe ponctuel | Groupe d'espace |
| ---------------------- | --------------------------------- | --------------- | --------------- |
| Muscovite              | KAl2(Si3Al)O10(OH,F)2             | 2/m             | C2/m            |
| Paragonite             | NaAl2(Si3Al)O10(OH)2              | m ou 2/m        | Cc ou C2/c      |
| Chernykhite            | (Ba,Na)(V,Al,Mg)2(Si,Al)4O10(OH)2 | 2/m             | C2/c            |
| Roscoélite             | K(V,Al,Mg)2AlSi3O10(OH)2          | 2/m             | C2/m            |
| Glauconite             | (K,Na)(Fe,Al,Mg)2(Si,Al)4O10(OH)2 | 2/m             | C2/m            |
| Céladonite             | K(Mg,Fe)(Fe,Al)[Si4O10](OH)2      | 2/m             | C2/m            |
| Ferrocéladonite        | K2Fe2+Fe3+Si8O20(OH)4             | 2/m             | C2/m            |
| Ferroaluminocéladonite | K2Fe2Al2Si8O20(OH)4               | 2/m             | C2/m            |
| Aluminocéladonite      | KAl(Mg,Fe)2Si4O10(OH)2            | 2/m             |                 |
| Chromcéladonite        | KCrMg(Si4O10)(OH)2                | 2               | C2              |
| Tobélite               | (NH4,K)Al2(Si3Al)O10(OH)2         | 2/m             | C2/m            |
| Nanpingite             | Cs(Al,Mg,Fe,Li)2(Si3Al)O10(OH,F)2 | 2/m             | C2/c            |
| Boromuscovite          | KAl2(Si3B)O10(OH,F)2              | 2/m             | C2/m            |
| Montdorite             | (K,Na)(Fe,Mn,Mg)2,5Si4O10](F,OH)2 | 2/m             | C2/c            |
| Chromphyllite          | (K,Ba)(Cr,Al)2[AlSi3O10](OH,F)2   | 2/m             | C2/c            |
| Shirokshinite          | KNaMg2Si4O10F2                    | 2/m             | C2/m            |

## Utilisations
Les propriétés des micas, leur transparence, leur hétérogénéité, leurs propriétés thermiques et leur bonne isolation électrique, font qu'on les trouve dans de nombreuses utilisations.

### Papier mica
Le mica est utilisé pour ses propriétés d'isolant électrique et de résistance à la chaleur.
Industriellement, le mica est mis en suspension dans de l'eau, puis transformé en papier mica (à l'aide de machines identiques aux machines à papier classique). Les bobines de papier mica sont ensuite déroulées en continu, imprégnées de résines (organiques ou silicones), et si nécessaire contrecollées sur un support qui peut être un tissu en fibre de verre ou une feuille de polymère, puis ré-enroulées.
Ces bobines de papier imprégné et contrecollé sont alors découpées en feuilles, plusieurs feuilles pouvant ensuite être empilées et pressées pour donner des plaques de différentes épaisseurs, plus ou moins flexibles ; ou découpées dans le sens de la longueur pour produire des rubans.
Les principales applications sont les suivantes :
- rubans pour isolation des barres de cuivre dans les moteurs et alternateurs à haute tension ;
- sous forme de diélectrique (isolant) dans les condensateurs haute tension et haute fréquence ;
- feuille isolante électriquement (souvent enduite de pâte thermique) entre un composant électronique (comme un transistor de puissance) et un radiateur (cette utilisation est délaissée en raison de sa fragilité et de sa conductivité thermique moyenne[6]) ;
- rubans pour protection anti-feu des câbles électriques dans les installations où les exigences de sécurité sont importantes (tunnels, bateaux, aéroports, hôpitaux, métro, etc.) : la protection mica permet en effet aux installations de fonctionner plus longtemps en cas d'incendie ;
- plaques de chauffage pour applications industrielles ou appareillage électroménager (grille-pain, sèche-cheveux, four à micro-ondes, etc.) ;
- applications industrielles diverses (fours à induction, joints, pièces isolantes), joints automobiles.

Le mica a remplacé l'amiante dans un certain nombre d'applications à haute température ou de protection contre l'incendie, car il ne présente pas du tout de risques analogues (matériau inerte, non toxique, se présentant sous forme de paillettes et non de fibres).
Les poêles domestiques de la première moitié du vingtième siècle (Godin, Salamandre) utilisaient des baies constituées de feuilles de mica transparentes pour permettre de surveiller, d'observer à travers un œilleton et d'apprécier la combustion du bois, du charbon ou de l'anthracite lorsqu'ils étaient en fonctionnement.

### Paillettes ou poudre
Le mica est utilisé pour ses propriétés de résistance au feu, son inertie chimique, son pouvoir couvrant, sa capacité d'isolation acoustique.
Sous cette forme il est utilisé comme charge dans des peintures, des enduits, des matières plastiques (pour sa résistance à la traction et à la flexion).
Le mica broyé donne naissance aux fines particules nacrées appelées communément paillettes, utilisées dans les peintures métallisées des voitures, dans les produits de cosmétique (fards, rouge à lèvres, gloss, eyeliners, poudre pailletée pour le visage, les cheveux et le décolleté).
Il est utilisé pour la restauration du patrimoine doré, matériau de substitution à la feuille métallique, il peut être additionné d’un liant et utilisé pour son aspect scintillant.
Il est aussi incorporé à d'autres matériaux comme isolant acoustique (voitures automobiles) ou anti-feu (portes coupe-feu).

## Gisements et production
Le mica est largement répandu et se trouve dans les roches tant magmatiques que métamorphiques ou sédimentaires. Les grands cristaux de mica proviennent de pegmatites granitiques. 
Le plus gros cristal de mica d'un seul bloc (phlogopite) a été trouvé dans la mine de Lacey, dans l'Ontario (Canada) ; il mesure 10 × 4,3 × 4,3 m et pèse environ 330 tonnes. Des cristaux d'une taille similaire ont été également trouvés en Carelie (Russie).
Le mica en poudre ou en feuillets est extrait dans le monde entier. En 2010, les premiers producteurs étaient la Russie (100 000 tonnes), la Finlande (68 000 t, les États-Unis (53 000 t), la Corée du Sud (50 000 t), la France (20 000 t) et le Canada (15 000 t). La production mondiale totale était de 350 000 t. L'essentiel du mica en feuillets était extrait en Inde (3 500 t) et en Russie (1 500 t)
Le mica en lamelles provient de différentes sources : de roches métamorphiques (schistes), en tant que sous-produit de l'extraction du feldspath ou du kaolin, de dépôts en placers et de pegmatites.
Le mica en feuillets est bien moins abondant que celui en lamelles ou en poudre ; il est occasionnellement récupéré comme sous-produit de l'extraction de celui en lamelles ou en poudre. Les plus importants gisements se trouvent dans des pegmatites. Le prix du mica en feuillets varie selon sa qualité, de moins de 1 $ le kilo pour les micas de faible qualité à plus de 2 000 $/kg pour les qualités supérieures.
À Madagascar et en Inde, l'extraction est artisanale, dans des conditions difficiles et en faisant appel au travail des enfants.

## Commerce
En 2014, la France est exportatrice nette de mica, d'après les douanes françaises. Le prix moyen à la tonne à l'export était de 430 €.

## Hypothèse sur l'origine de la vie
Helen Hansma, de l’Université de Santa Barbara en Californie, propose l'hypothèse que l’apparition des premières cellules vivantes a eu lieu dans un film d’eau entre des feuillets de mica (« life between the sheets hypothesis »).
L'universitaire a remarqué que les groupements phosphates de l’ARN sont espacés d’un demi-nanomètre, soit la distance des charges négatives sur le mica, et que ses feuillets ont une concentration en potassium similaire aux cellules.
Le cycle jour-nuit, en provoquant la dilatation et la contraction thermique des feuillets de mica dans ou au bord des paléo-océans, aurait fourni l’énergie nécessaire pour briser et reconstituer des molécules organiques (ARN et membranes cellulaires) à la surface des feuillets. Cependant, l'observation de la surface de certains de ces feuillets par un microscope à force atomique montre qu'ils ne sont couverts que de molécules organiques simples. Des expérimentations sont conduites sur des feuillets de mica plongés dans un liquide reconstituant les conditions des océans primitifs afin de former des molécules plus complexes,.